# بروفوت
بروفوت (به لاتین: Brufut) یک منطقهٔ مسکونی در گامبیا است که در West Coast Division واقع شده‌است.